# Pierre Christoffel
Pierre François Catherine Christoffel, znany też jako Louis Christoffel (ur. 28 maja 1886 w Brukseli) – belgijski zapaśnik walczący w stylu klasycznym. Olimpijczyk z Paryża 1924, gdzie zajął dwudzieste miejsce w wadze lekkiej.

## Turniej wParyżu 1924
| Konkurencja            | Walki                 | Walki                    | Klas. końcowa |
| Konkurencja            | Przeciwnik I          | Przeciwnik II            | Miejsce       |
| ---------------------- | --------------------- | ------------------------ | ------------- |
| 67,5 kg styl klasyczny | Rūdolfs Ronis (LAT) P | Kalle Westerlund (FIN) P | 20.           |